# EP2 / Single Blip
«Single Blip» es el segundo sencillo editado de VCMG, el dueto conformado por los músicos Vince Clarke y Martin Gore, publicado el 27 de febrero de 2012 por la disquera inglesa Mute Records, de su álbum de larga duración Ssss de ese mismo año.

## Listado de canciones
| EP2 / Single Blip |                                        |          |  |
| N.º               | Título                                 | Duración |  |
| 1.                | «Single Blip» (Original mix)           | 5:47     |  |
| 2.                | «Single Blip» (Mathew Jonson remix)    | 11:11    |  |
| 3.                | «Single Blip» (Terrence Fixmer Remix)  | 5:34     |  |
| 4.                | «Single Blip» (Byetone remix)          | 6:26     |  |
| 5.                | «Single Blip» (Wolfgang Voigt Auramix) | 5:12     |  |

## Créditos
- Escrito y producido por: Martin L. Gore y Vince Clarke
- Ingenieros de grabación: Sie Medway-Smith, Vince Clarke
- Ilustración: Jan L. Trigg
- Gerencia: Jonathan Kessler, Michael Pagnotta
- Masterizado por: Stefan Betke